# Усова Гора
Усова Гора — деревня в Печорском районе Псковской области России. Входит в состав сельского поселения «Паниковская волость».
Расположена в 14 к югу от центра города Печоры и в 7 км к северо-востоку от волостного центра, деревни Паниковичи. Севернее находится Усовское озеро, западнее — Троицкое озеро и деревня Троицкое.

## Население
Численность населения деревни составляет 14 жителей (2000 год).
| 2001 | 2002 | 2010 |
| ---- | ---- | ---- |
| 14   | ↘8   | ↘4   |

## Топографические карты
- O-35-080-c Масштаб: в 1 км 500 м Госгисцентр